# Jean-Esther van Gobseck
Jean-Esther van Gobseck é um personagem de ficção da Comédia Humana de Honoré de Balzac. É o protagonista da novela que leva seu nome, Gobseck.
Nascido em 1740 em Anvers, de mãe judia e pai holandês, ele embarca como marujo aos dez anos . Exercendo as funções mais diversas, ele encontra certas personagens importantes, dentre as quais o célebre corsário Victor Hughes. O acúmulo de ouro se torna sua paixão quando alcança Paris. Os banqueiros o respeitam e o temem. Ele está no centro de numerosas intrigas em que se misturam Maxime de Trailles e Anastasie de Restaud. É por meio de sua clientela que Mestre Derville encontra sua futura esposa. Jean-Joachim Goriot lhe paga um cheque emitido por sua filha Anastasie.
Ele é o tio de Sarah van Gobseck, cuja alcunha é "a Bela Holandesa", prostituída em La Cousine Bette. Ele morre em 1830 em um reduto sórdido, depois de se tornar imensamente rico, e deixa à filha de Sarah, Esther van Gobseck, um herança considerável em Splendeurs et misères des courtisanes. Mas Esther se suicida antes de ser avisada.
Gobseck aparece como personagem secundário em várias das obras da Comédie, além das acima mencionadas: Les Employés ou la Femme supérieure, Histoire de la grandeur et de la décadence de César Birotteau, Ursule Mirouët, Le Cousin Pons, Illusions Perdues, L'Interdiction, Le Contrat de mariage, Le Député d'Arcis, Les Comédiens sans le savoir, Les Paysans e Les Petits Bourgeois.